# Lorenzo Prola
Lorenzo Prola (Alessandria, 16 ottobre 1912 – Gundi, 8 ottobre 1938) è stato un militare italiano, insignito della medaglia d'oro al valor militare alla memoria nel corso delle grandi operazioni di polizia coloniale in Africa Orientale Italiana.

## Biografia
Nacque ad Alessandria il 16 ottobre 1912, figlio di Antonio ed Ernesta Durbiano. 
Arruolatosi nel Regio Esercito come soldato semplice di leva nel 1º Reggimento genio radiotelegrafisti nel settembre 1933, l'anno successivo fu posto in congedo con la qualifica di allievo radiotelegrafista. Richiamato in servizio attivo per esigenze legate all'Africa Orientale il 22 giugno 1935, poco tempo dopo per l'Eritrea sbarcando a Massaua il 9 agosto, venendo assegnato alla compagnia genio della 2ª Divisione eritrea e, in seguito, a quella della II Brigata. Il 25 giugno 1936, dopo avere frequentato il corso allievi ufficiali di complemento di Saganeiti, fu promosso sottotenente dell'arma di fanteria. Assegnato al IV Battaglione eritreo "Toselli" della II Brigata coloniale per oltre due anni si distinse nel corso delle grandi operazioni di polizia coloniale, venendo decorato con una medaglia d'argento e una croce di guerra al valor militare. Rimasto ferito seriamente in combattimento, l'8 ottobre 1938 decedette presso l'infermeria presidiaria di Gundi in seguito alle ferite riportate in combattimento il giorno precedente. Fu successivamente decorato con la medaglia d'oro al valor militare alla memoria.